# Olympique de Marseille 2009-2010
Questa voce raccoglie le informazioni riguardanti l'Olympique de Marseille nelle competizioni ufficiali della stagione 2009-2010.

## Maglie e sponsor
Lo sponsor tecnico per la stagione 2009-2010 è Adidas, mentre lo sponsor ufficiale è Direct Energie.
| Manica sinistra · Manica sinistra · Maglietta · Maglietta · Manica destra · Manica destra · Pantaloncini · Pantaloncini · Calzettoni · Calzettoni | Manica sinistra · Manica sinistra · Maglietta · Maglietta · Manica destra · Manica destra · Pantaloncini · Pantaloncini · Calzettoni · Calzettoni | Manica sinistra · Manica sinistra · Maglietta · Maglietta · Manica destra · Manica destra · Pantaloncini · Pantaloncini · Calzettoni · Calzettoni |

## Organigramma societario
Area direttiva
- Presidente: Jean-Claude Dassier

Area tecnica
- Allenatore: Didier Deschamps
- Allenatore in seconda: Guy Stéphan
- Preparatore atletico: Christophe Manouvrier
- Preparatore dei portieri: Laurent Spinosi

Area sanitaria
- Medico sociale: Christophe Baudot

## Rosa
| N. |                           | Ruolo | Calciatore               |
| -- | ------------------------- | ----- | ------------------------ |
| 1  | Francia (bandiera)        | P     | Rudy Riou                |
| 3  | Nigeria (bandiera)        | D     | Taye Taiwo               |
| 4  | Francia (bandiera)        | D     | Julien Rodriguez         |
| 5  | Brasile (bandiera)        | D     | Vitorino Hilton          |
| 6  | Francia (bandiera)        | C     | Édouard Cissé            |
| 7  | Francia (bandiera)        | C     | Benoît Cheyrou           |
| 8  | Argentina (bandiera)      | C     | Lucho González           |
| 9  | Brasile (bandiera)        | A     | Brandão                  |
| 10 | Francia (bandiera)        | C     | Hatem Ben Arfa           |
| 11 | Senegal (bandiera)        | A     | Mamadou Niang (capitano) |
| 12 | Burkina Faso (bandiera)   | C     | Charles Kaboré           |
| 14 | Costa d'Avorio (bandiera) | A     | Bakari Koné              |
| 15 | Ghana (bandiera)          | A     | Jordan Ayew              |
| 17 | Camerun (bandiera)        | C     | Stéphane M'Bia           |

| N. |                      | Ruolo | Calciatore          |
| -- | -------------------- | ----- | ------------------- |
| 18 | Francia (bandiera)   | C     | Fabrice Abriel      |
| 19 | Argentina (bandiera) | D     | Gabriel Heinze      |
| 20 | Camerun (bandiera)   | D     | Charley Fomen       |
| 21 | Senegal (bandiera)   | D     | Souleymane Diawara  |
| 22 | Francia (bandiera)   | D     | Cyril Rool          |
| 23 | Spagna (bandiera)    | A     | Fernando Morientes  |
| 24 | Francia (bandiera)   | D     | Laurent Bonnart     |
| 27 | Senegal (bandiera)   | D     | Pape M'Bow          |
| 28 | Francia (bandiera)   | C     | Mathieu Valbuena    |
| 30 | Francia (bandiera)   | P     | Steve Mandanda      |
| 31 | Francia (bandiera)   | A     | Guy Gnabouyou       |
| 32 | Gabon (bandiera)     | C     | Alexander N'Doumbou |
| 34 | Francia (bandiera)   | C     | Kevin Osei          |
| 40 | Brasile (bandiera)   | P     | Elinton Andrade     |

## Risultati

### UEFA Champions League

#### Fase a gironi
| Arbitro: | Larsen |

|            |           |                  |
| Heinze 49’ | Marcatori | 28’, 74’ Inzaghi |

| Arbitro: | Hansson |

|                                            |           |  |
| Cristiano Ronaldo 58’, 64’ Kaká 61’ (rig.) | Marcatori |  |

| Arbitro: | Skomina |

|  |           |            |
|  | Marcatori | 69’ Heinze |

| Arbitro: | Thomson |

|                                                                            |           |              |
| Aegerter 3’ (aut.) Abriel 11’ Niang 51’ Hilton 80’ Cheyrou 87’ Brandão 90’ | Marcatori | 31’ Alphonse |

| Arbitro: | Webb |

|               |           |              |
| Borriello 10’ | Marcatori | 16’ González |

| Arbitro: | Stark |

|              |           |                                      |
| González 11’ | Marcatori | 5’, 80’ Cristiano Ronaldo 60’ Albiol |

### UEFA Europa League

#### Fase a eliminazione diretta
| Arbitro: | Çakir |

|                           |           |             |
| Ben Arfa 43’ Koné 62’ 78’ | Marcatori | 86’ Almeida |

| Arbitro: | Velasco Carballo |

|                     |           |                                   |
| Grønkjær 79’ (rig.) | Marcatori | 72’ Niang 84’ Ben Arfa 90’ Kaboré |

| Arbitro: | Brych |

|             |           |              |
| Pereira 76’ | Marcatori | 90’ Ben Arfa |

| Arbitro: | Skomina |

|           |           |                          |
| Niang 70’ | Marcatori | 75’ Pereira 90+1’ Kardec |